# Rodrigo Lara
Artikeln följer den spanska namnseden; faderns efternamn är Lara och moderns efternamn Bonilla.
Rodrigo Lara Bonilla, född 11 augusti 1946 i Neiva, död 30 april 1984 i Bogotá, var en colombiansk advokat och politiker. Han tjänstgjorde som justitieminister under president Belisario Betancur och mördades på order av Pablo Escobar för att ha åtalat kokainhandlare, främst medlemmar av Medellínkartellen.